# Hatunsuyu, Battalgazi
Hatunsuyu là một thị trấn thuộc huyện Battalgazi, tỉnh Malatya, Thổ Nhĩ Kỳ. Dân số thời điểm năm 2011 là 4.896 người.